# 墨西哥人之水 (亞利桑那州)
墨西哥人之水（英語：Mexican Water）是位於美國亞利桑那州阿帕契縣的一個非建制地區。該地的面積和人口皆未知。

## 地理
墨西哥人之水的座標為36°58′01″N 109°38′16″W / 36.96694°N 109.63778°W，而該地的平均海拔高度為1476米（即4842英尺）。